# Arnold Mendelssohn (Mediziner)
Arnold Mendelssohn (* 19. November 1817 in Neisse, Schlesien; † April oder Mai 1854 in der Nähe von Beyazid, Türkei) war ein deutscher Arzt.

## Herkunft
Arnold Mendelssohn Vater war ein Sohn des erfolgreichen Mechanikers und Instrumentenbauers Nathan Mendelssohn (1781–1852), jüngstes Kind des Philosophen Moses Mendelssohn. Seine Mutter war die Lederfabrikantentochter Henriette Hitzig, vormals Itzig (1781–1845), eine Enkelin des Daniel Itzig. Kurz nach der Geburt ließen ihn seine Eltern im Dezember 1817 evangelisch taufen. Sein Vater war im Alter von 27 Jahren vom Judentum zum Christentum konvertiert. Seine Geschwister waren Ernst Carl Hugo Mendelssohn (1811-vor 1819), Ottilie Ernestine Franziska Mendelssohn (1819–1848) verehelicht mit Ernst Eduard Kummer, August Joseph Elias Wilhelm Mendelssohn (1821–1866), Maschinenbauer verheiratet mit Aimée Cauer und sechs weitere, früh gestorbene Kinder. Arnold Mendelssohn blieb ledig und kinderlos.

## Werdegang
Arnold Mendelssohn verbrachte seine Kindheit und Jugend in Preußisch-Schlesien, zunächst in Neisse, dann etwa von 1822 bis 1829 in Bad Reinerz, später in der Kreisstadt Glatz und etwa von 1834 bis 1836 in Liegnitz.
1836 kehrte sein Vater mit Familie in dessen Geburtsstadt Berlin zurück, wo dann Arnold Mendelssohn 1837 am Friedrich-Wilhelms-Gymnasium sein Abitur ablegte.
Ab 1838 studierte er zunächst in Bonn, dann in Berlin Medizin, wo er am 16. November 1841 mit einer Dissertation „De Porrigine Lupinosa“ promoviert wurde. Sein Onkel, der Bankier Joseph Mendelssohn, hatte zu seinem Studium finanzielle Unterstützung geleistet.

Die Rosenthaler Vorstadt 1831–1920, im 19. Jahrhundert „Das Vogtland“ oder Neu-Voigtland

Nach dem Studium arbeitete er als stellvertretender Armenarzt im so genannten „Vogtland“, der Webersiedlung im Norden Berlins, nahe dem Rosenthaler Platz. Mendelssohn befasste sich intensiv mit sozialen Fragen und „Neu-Vo(i)gtland“ war dabei ein Synonym für das wachsende soziale Elend in Berlin in der Zeit der frühen Industrialisierung. Zu dieser Zeit galt Arnold Mendelssohn als einer der „geist- und hoffnungsvollsten Schüler“ des Physiologen Johannes Müller.
Zusätzlich studierte Mendelssohn Philosophie. 1844 lernte er den zehn Jahre jüngeren Ferdinand Lassalle kennen. Dieser führte Mendelssohn in die Lehren Hegels ein. Zu dem Kreis gleichgesinnter Menschen des zwanzigjährigen Philosophen Lassalle gehörte auch der junge Assessor Alexander Oppenheim, welcher Mendelssohns Freund und Verwandter war. Die Beziehung zu Oppenheim und Lassalle veränderte sein Leben, verwickelte ihn 1846 in die berüchtigte Kassettenaffäre und vernichtete seine Zukunft.

### Kassetten-Diebstahl
Alexander Oppenheim, Schwager einer Cousine Arnold Mendelssohns, war Rechtsbeistand der Gräfin Sophie von Hatzfeld, die in Auseinandersetzungen mit ihrem Ehemann von Hatzfeldt-Wildenburg zu Trachenberg (1796–1874) verwickelt war. Oppenheim interessierte seinen Freund Ferdinand Lassalle für die Sache, der wiederum Arnold Mendelssohn veranlasste, sich in diesem Fall zu engagieren. Ferdinand Lassalle hatte sich in Folge der Gräfin von Hatzfeld angenommen und vertrat diese über neun Jahre hinweg, von 1846 bis 1854, vor Gerichten.
Im Frühjahr 1846 bereitete Lassalle eine Prodigalitätsklage gegen Edmund von Hatzfeldt-Wildenburg vor. Im Sommer 1846 beobachteten Mendelssohn und Oppenheim die Mätresse des Gatten Edmund der Gräfin Sophie von Hatzfeldt, die Baronin Meyendorff, und stiegen zusammen mit ihr im Gasthof Mainzer Hof in Aachen ab. Bei der Abreise der Baronin entdeckte Alexander Oppenheim im Flur des Gasthofs eine Kassette, in der er für den Hatzfeldt-Prozess wichtige Papiere vermutete. Er nahm die Kassette an sich und brachte sie in das Zimmer Arnold Mendelssohns. Da der Diebstahl schnell entdeckt wurde, flohen die Freunde. Es stellte sich heraus, dass der Kassetteninhalt ganz unbedeutend war.
Oppenheim und Mendelssohn wurden nun steckbrieflich gesucht. Ersterer stellte sich der Polizei und wurde am 24. November 1846 vom Kölner Geschworenengericht von der Anklage des Diebstahls freigesprochen. Dem Millionärssohn glaubte man das edle Motiv seiner Tat. Mendelssohn war nach Paris geflohen, erfuhr von dem Freispruch Oppenheims, und kehrte in Erwartung auch ein Mildes Urteil zu erhalten, im Juni 1847 zurück und ging freiwillig in das Kölner Gefängnis. Er wurde, obwohl nur Beihilfe zur Tat Oppenheims oder Mittäterschaft hierzu hätte vorgeworfen werden können, am 11. Februar 1848 von den Assisen in Köln des Diebstahls und der Hehlerei zu einer Zuchthausstrafe von fünf Jahren verurteilt. Auch wurde ihm die Befugnis des selbständigen Gewerbes eines Arztes für verlustig erklärt und nach ausgestandener Strafe lebenslang unter Polizeiaufsicht gestellt. Somit konnte ein Prozess gegen Lassalle wegen Verleitung zum Diebstahl eingeleitet werden, welcher am 11. August 1848, wie bei Alexander Oppenheim, mit einem Freispruch endete. Das harte Gerichtsurteil von Arnold Mendelssohn hatte seine Familie nicht erwartet, wurde nochmals in der Berufungsverhandlung vom 11. Mai 1848 bestätigt. Im Juni 1849, nach Vermittlung von Alexander von Humboldt, eines Freundes der Familie Mendelssohn, erfolgte die Begnadigung, unter der Bedingung, dass er Europa verließ.

### Exil und Arzt im Orient
Arnold Mendelssohn führte ein unstetes Wanderleben als Arzt im Vorderen Orient. Über Österreich, wo er sich als Oberarzt der k.u.k. Armee in Wien bewarb, kam er nach Preßburg, wo er wegen des Verdachts revolutionärer Umtriebe in U-Haft geriet, dann Ungarn, dort Kontakt mit ungarischen Revolutionären im bulgarischen Sumla, und schließlich Konstantinopel, heute Istanbul. Von dort wurde Mendelssohn durch die türkische Behörde als Quarantänearzt für Syrien ausgesendet und gelangte mit ungarischen Flüchtlingen und dem englischen Grafen Richard Guyon auf dem Dampfer Sultan über Smyrna und Rhodos ins syrische Alexandrette. Arnold kurierte auf den Dörfern unentgeltlich Augenentzündungen. Ein Scheich lud ihn ein, sich niederzulassen, dann bekomme er Milch, Butter, Geflügel, Trauben und eine Frau. Er träumte davon, in zehn Jahren mit Frau und Kind in Europa zu leben: „Meine frühern Thorheiten oder Irrtümer oder Verbrechen habe ich gebüßt u. büße sie noch, hoffe aber weise u. besser geworden zu seyn …“ Er sprach Französisch, Englisch, Italienisch, Spanisch, etwas Türkisch und Arabisch. Im Oktober 1850 kündigte ein Brief der Stambuler Verwaltung seine Entlassung an, und er kombinierte, dass Preußen und Österreich aufgrund des Treffens in Sumla seine Entlassung bewirkt hatten. Es gelang ihm, als Untertan der Queen weiterzureisen. In Aleppo wollte er sich als Arzt bewerben, da revoltierte die türkische Garde.

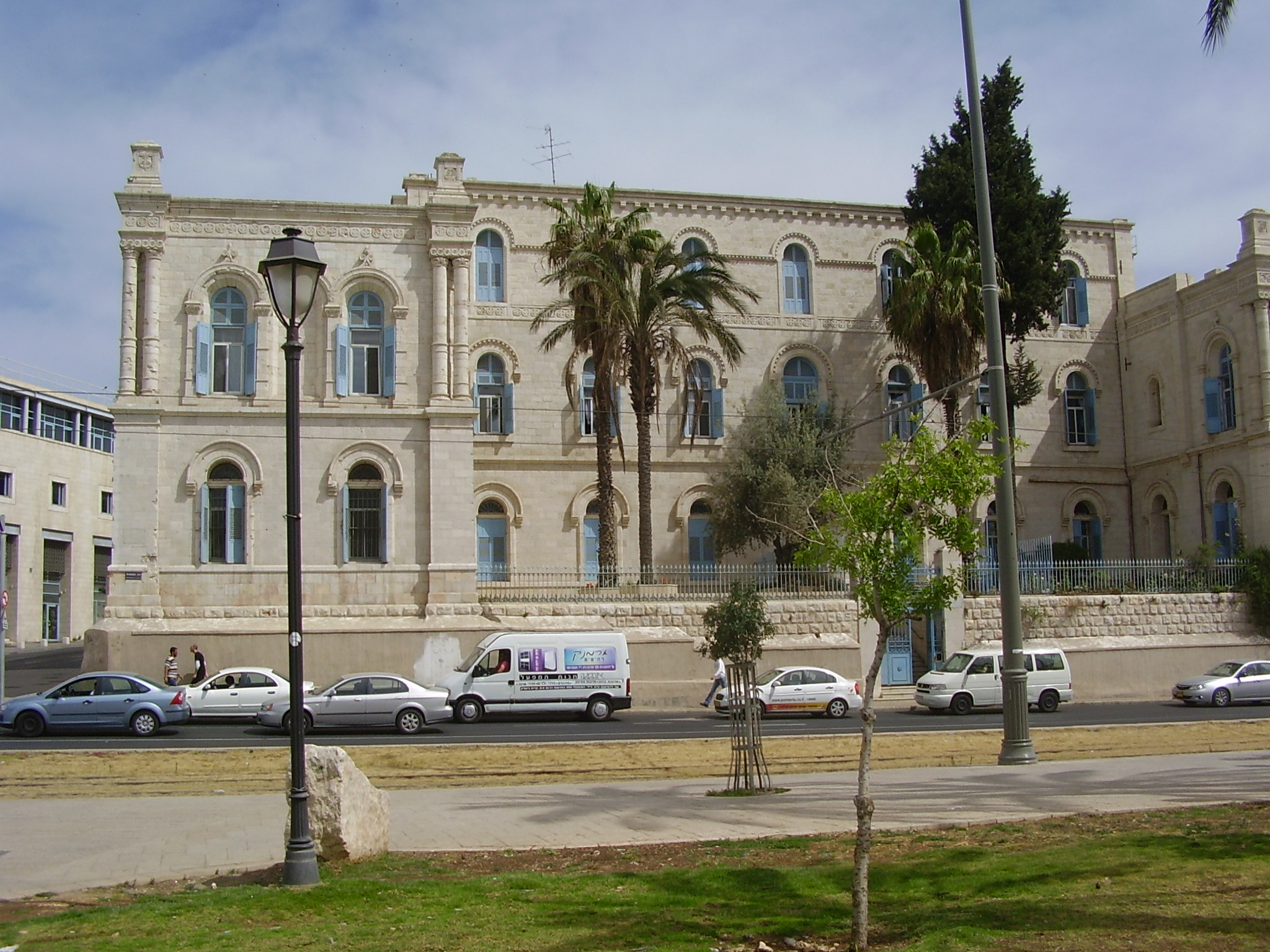
St. Louis Krankenhaus, Jerusalem

Im Mai 1851 erreichte Mendelssohn Jerusalem, wo er sich einen Ruf als der beste Privatarzt erwarb. Im Oktober 1851 gründete er mit einem italienischen Missionar und dem französischen Konsulatskanzler Lequeux ein 22-Betten-Hospital, Ursprung des heute ältesten Krankenhauses in der Stadt, das „St. Ludwigs-Hospital“. Das Krankenhaus begann seine Arbeit in einem Privathaus in der Altstadt und zog dann in einen Flügel des Lateinischen Patriarchats um, denn von Anfang an herrschte dort akuter Platzmangel. Dem Vater berichtete er stolz über Behandlungserfolge unter Türken, Armeniern, Griechen, Katholiken. Die Muslime erlaubten ihm alles: „Die Christen nennen mich Abu[n]a (Unser Vater) und rufen mir in arabischer Weise Katarakten von Segnungen auf mein Haupt herab.“ Am 8. Dezember 1851 konvertierte er zum Katholizismus und ließ sich in der Kapelle des Patriarchen taufen. Arnold Mendelssohn: „Hier zu Lande ist die Religion Politik.“ Eine vom Patriarchen angebotene Anstellung schlug er allerdings aus. Er wollte nicht „im Orient verfaulen“.

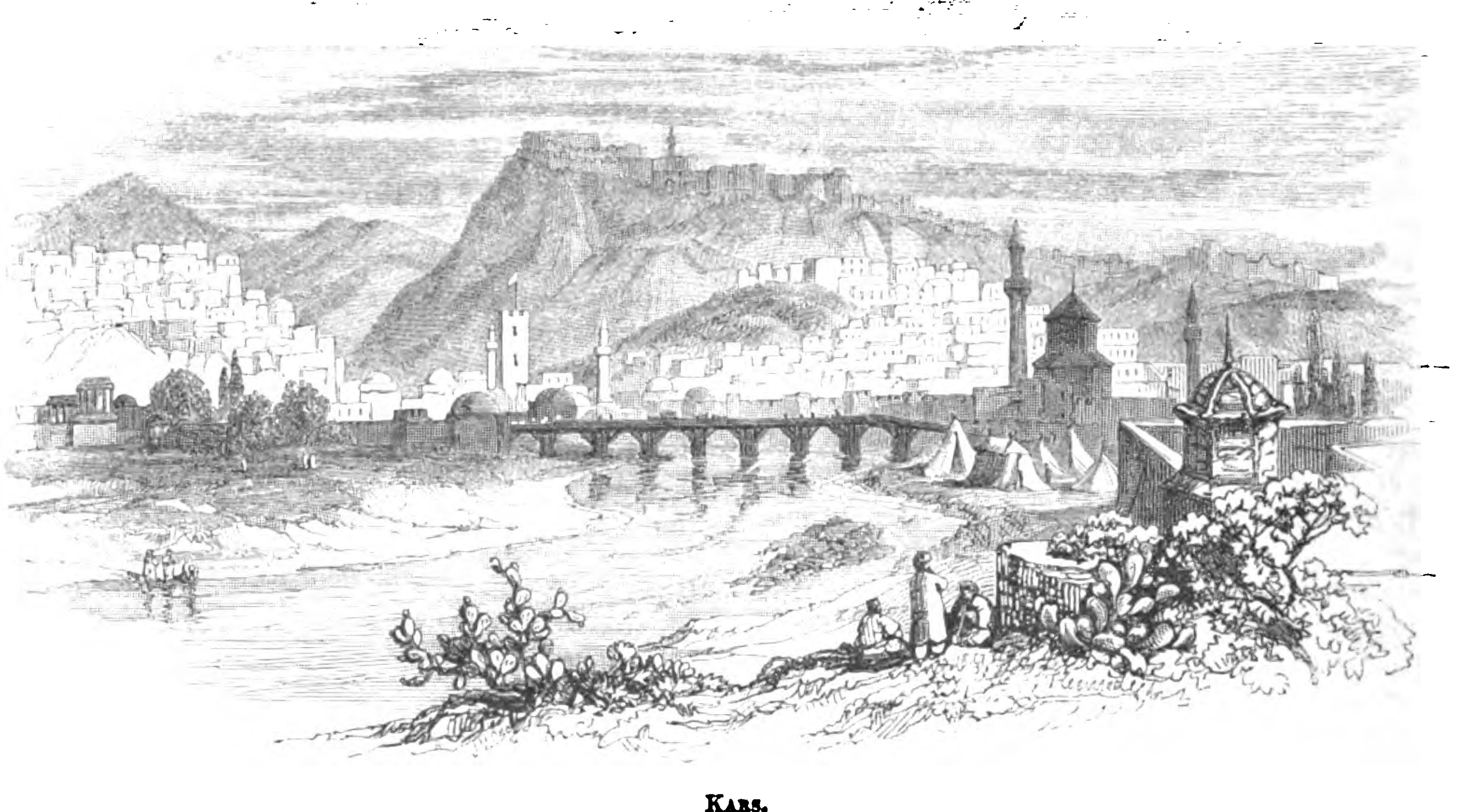
Kars, um 1854

Anfang 1852 durchquerte er mit zwei Franzosen, als Beduine gekleidet, die Wüste nach Damaskus. „Wir blieben 16 Tage in dem schönen Sham, der Perle der Wüste, der einzigen Stadt Syriens, die den orientalischen Charakter behalten hat.“ Im Juli 1852 befand er sich in Rom und verlobte sich mit einer Neapolitanerin. Ende 1852 in Tripolis. Im Frühsommer 1853 verabredete er sich noch mit dem Bruder zur Hochzeit in Beirut. Wilhelm sollte dazu, via Neapel, Arnolds Braut mitbringen. Doch am 3. Oktober 1853 erklärte das Osmanische Reich Russland den Krieg (1853–1856). Arnold Mendelssohn wurde türkischer Militärarzt und Geheimsekretär des Generalstabschefs der kaukasischen Armee Richard Guyon, der, obwohl nicht zum Islam übergetreten, den Oberbefehl über das örtliche Armeecorps ausübte. Guyon vermochte jedoch bei der Belagerung von Kars keine Erfolge erringen und wurde abberufen.
Ein letzter Brief aus dem türkischen Feldlager an „Madame“ war auf den 23. Januar 1854 datiert, nachdem er von dort, über die Schlachten von Gyumri und Subatan bei Kars, mit der Kölnischen Zeitung und der Times korrespondiert hatte.
Arnold Mendelssohn starb im April oder Mai 1854 an Typhus in der Nähe von Beyazid, im äußersten Osten der Türkei / Südkaukasus, an der türkisch-persischen Grenze zum Iran, dem Gürbulak-Bazergan Grenzübergang.